# Polyvinylfluoride
Polyvinylfluoride (PVF) is een thermoplastisch fluorhoudend polymeer. Het wordt geproduceerd door de polymerisatie van vinylfluoride.
De chemische structuur van PVF is vergelijkbaar met die van pvc, dat chlooratomen heeft waar PVF fluoratomen heeft. De koolstof-fluorbinding is steviger dan de koolstof-chloorbinding in pvc, waardoor PVF fysisch sterker is en beter tegen chemicaliën bestand dan pvc. Vinylfluoride is echter moeilijker te polymeriseren dan vinylchloride. Het wordt met emulsiepolymerisatie gemaakt. De polymerisatie moet gebeuren onder hoge druk (200 atmosfeer en meer).
PVF wordt vooral in dunne film- en folievorm gebruikt. Het kan niet met spuitgieten of extruderen verwerkt worden, omdat het ontbindt bij de temperaturen die daarvoor nodig zijn.
PVF-films zijn transparant en hebben een goede weersbestendigheid. Ze worden onder andere toegepast als beschermingslaag rond elektrische draden en kabels, en als decoratieve of beschermende coating op allerlei oppervlakken, zoals cabinewanden en panelen in vliegtuigen. Vanwege zijn chemische inertheid kleeft PVF zelf niet op substraten zoals metaal, hout of plastic. Het moet in een laminaatstructuur gebruikt worden met een andere laag, die zorgt voor de aanhechting aan het substraat. Laminaten bestaande uit een gekleurde en een heldere laag kunnen op plastic voorwerpen aangebracht worden in de plaats van verf. PVF-film kan bedrukt worden om een decoratief effect te bereiken.
PVF-films worden ook gebruikt in de ruglaag van fotovoltaïsche cellen.
PVF werd ontdekt bij DuPont. DuPont produceert het onder de merknaam Tedlar®, die in 1961 werd geregistreerd.